# Rocael Mazariegos
Pour les articles homonymes, voir Mazariegos.
Rocael Mazariegos, né le 8 janvier 1966, est un footballeur guatémaltèque. Il évoluait au poste de défenseur.

## Biographie
Il participe aux Jeux olympiques de 1988, avec trois matchs joués. Lors de la compétition, il inscrit un but contre son camp face à l'Irak. Le Guatemala est éliminé au premier tour. 
Il participe ensuite à la Gold Cup 1991 (2 matchs, 0 but), son équipe étant éliminée une nouvelle fois au premier tour.
Il joue également un match face aux États-Unis comptant pour les tours préliminaires du mondial 1990.
En club, il évolue avec la Juventud Retalteca.